# Heteroscypha applanata
Heteroscypha applanata är en svampart som först beskrevs av P.H.B. Talbot, och fick sitt nu gällande namn av Oberw. & Agerer 1979. Heteroscypha applanata ingår i släktet Heteroscypha, ordningen Auriculariales, klassen Agaricomycetes, divisionen basidiesvampar och riket svampar.   Inga underarter finns listade i Catalogue of Life.